# ISO 2145
국제 표준 ISO 2145는 "문서의 구분 및 하위 구분 번호 매기기"에 대한 인쇄 규칙을 정의한다. 이는 원고, 서적, 저널 기사 및 표준을 포함한 모든 종류의 문서에 적용된다.

## 설명
ISO 2145 번호 매기기 체계는 다음 규칙에 따라 정의된다.
- 아라비아 숫자(1, 2, 3, …)만 사용된다.
- 주요 부문은 1부터 연속적으로 번호가 매겨져 있다.
- 각 주요 구역(첫 번째 수준)은 동일하게 연속 번호가 부여되는 하위 구역(두 번째 수준)으로 더 나눌 수 있다. 이는 더 세분화된 수준에서 계속될 수 있다.
- 다양한 수준의 하위 구분을 지정하는 숫자 사이에는 마침표가 표시된다. 최종 구획을 지정하는 숫자 뒤에는 마침표가 표시되지 않는다.
- 서론, 서문 등을 구성하는 경우 각 레벨의 첫 번째 구분에 숫자 0(영)을 할당할 수 있다.

## 같이 보기
- 단락
- 소수점
- 닷 데시멀 노테이션